# Шуджаат-хан
Шуджаат-хан (д/н— 1555)  — малік (правитель) Малави у 1542—1555 роках.

## Життєпис
За походженням був афганцем. відомості про нього обмежені. Брав участь у військових кампаніях султана Шер Шаха Сурі. 1542 року після підкорення Малави призначається маліком (намісником). 1543 році приборкав Пуран Мала, раджу Райсена, завдяки чому встановив контроль над Східною Малавою. В подальшому через скарги мусульман або небажання могутнього феодала війська Шер Шаха оточили Райзен, де загинуло близько 4 тис. раджпутів разом з Пуран Малом.
Шуджаат-хан продовжував керувати Малавою після смерті Шер Шаха у 1545 році. Його резиденцією було місто Сарангпур. Фактично став самостійним тут, визнаючи зверхність династії Сурі та сплачуючи данину, але не наважився прийняти титул султана. В наступні 10 років сприяв заспокоєнню країни, відновленню господарства та розбудові міст. Помер 1555 року. Його владу перебрав син Баз Багадур.